# 基達爾省

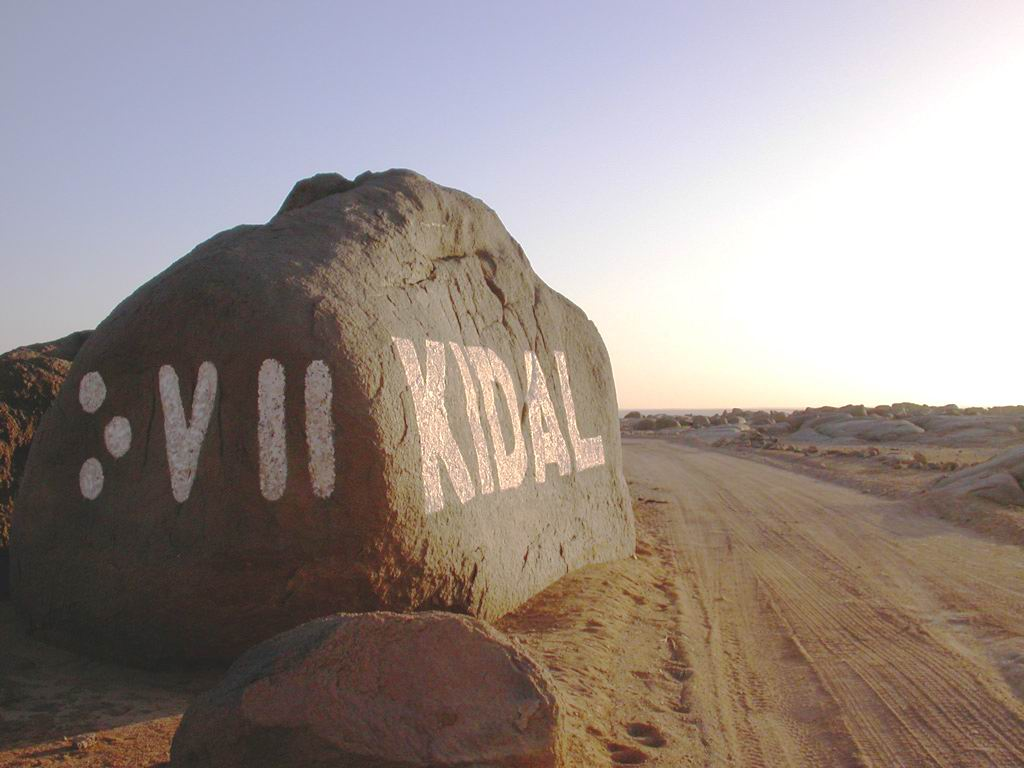

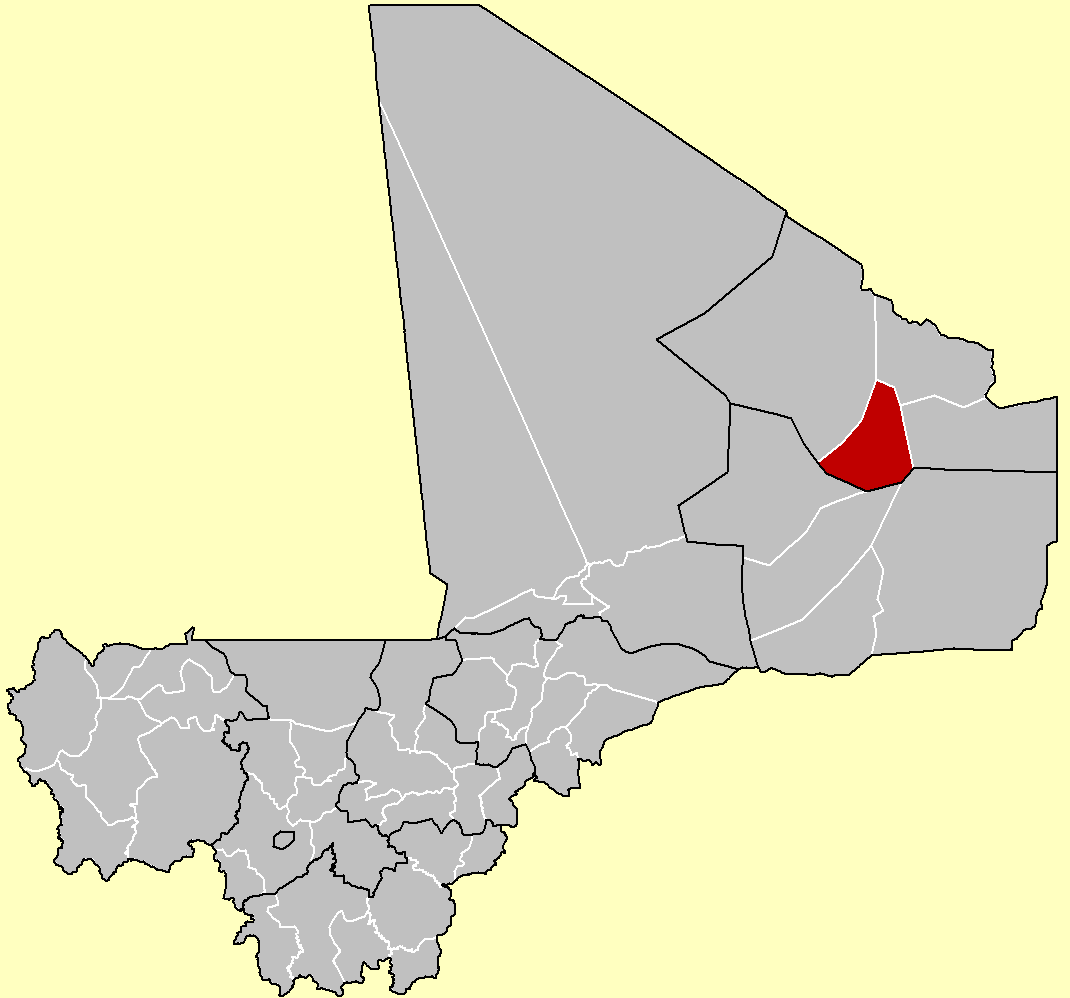

基達爾省（法語：Cercle de Kidal），是馬里的省份，位於該國東北部，由基達爾區負責管轄，首府設於基達爾，面積21,353平方公里，2009年人口33,087，人口密度每平方公里1.5人。